# ۸۶۹ (خورشیدی)
۸۶۹ هشتصد و شصت و نهمین سال هجری خورشیدی است.